# OwnCloud
ownCloud is een vrije softwaresuite met een serveronderdeel en verschillende clientonderdelen. Het doel van ownCloud is om serveronafhankelijke online opslagruimte aan te bieden. In contrast met commerciële online opslagdiensten kan iedereen zijn eigen ownCloud-server opzetten, en verschillende computers ermee verbinden via de clientapplicaties. Er zijn ook meerdere commerciële diensten die ownCloud-ruimte aanbieden. Het project is opgericht in januari 2010 door KDE-ontwikkelaar Frank Karlitschek.

## Technisch
Het serveronderdeel van de applicatie is gebaseerd op PHP en een SQLite-, MySQL- of PostgreSQL-database. Aangezien deze componenten voor veel besturingssystemen beschikbaar zijn, kan ownCloud ook op de meeste servers geïnstalleerd worden. OwnCloud kan bediend worden via een webinterface, maar voor verschillende besturingssystemen bestaat er ook een client applicatie om het synchroniseren te automatiseren. Momenteel worden Windows, macOS, Linux, iOS en Android ondersteund.
OwnCloud probeert zich te houden aan communicatiestandaarden. Zo kunnen bijvoorbeeld de bestanden bekeken en gewijzigd worden via het protocol FTP en contacten via het CardDav-protocol.
Hoewel ownCloud functioneel overeenkomsten heeft met geboden functionaliteit door Software as a Service-providers, maakt ownCloud geen gebruik van cloudcomputing. Dat maakt de naamgeving van het pakket in technische zin onjuist.

## Features
- Bestandsopslag in gebruikelijke mappen (beschikbaar via WebDAV)
- Kalender (beschikbaar via CalDAV)
- Adresboek (beschikbaar via CardDAV)
- Muziekstreaming (via Ampache) (Niet meer mogelijk sinds 6.0) (Mogelijk via onofficiële plugins)
- Gebruikers en groepen beheren (via OpenID of LDAP)
- Bestanden delen via groepen of publieke URL's
- Online teksteditor met syntaxiskleuring
- Bladwijzers bijhouden
- Fotogalerij
- PDF-applicatie (gebruikt pdf.js)
- Samenwerken aan documenten

### Client
- Selectieve synchronisatie[6]
- Overlay-iconen (statusiconen)[6]

### Versie 4
Nieuw in versie 4:
- Versiebeheer
- Open Document Format-viewer
- Ondersteuning voor slepen en neerzetten
- Gesynchroniseerde agenda's delen met andere gebruikers
- Experimentele ondersteuning voor het mounten van externe schijven zoals Google Drive en Dropbox
- Android- en iOS-versie in ontwikkeling

### Versie 5
Nieuw in versie 5:
- Verbeterd versiebeheer[8]
- Prullenbakondersteuning om bestanden te herstellen
- Nieuwe documentatie
- Fotogalerij aangepast
- ownCloud maakt nu gebruik van ClamAV om bestanden te scannen op virussen.
- Nieuwe lay-out.

### Versie 6
Nieuw in ownCloud 6:
- ownCloud Documenten: samenwerken aan documenten met opmaak en afbeeldingen
- Profielfoto's voor gebruikers
- Voorvertoningen voor bestanden
- Conflictenafhandeling
- Activiteiten log
- Een nieuw ontwerp
- Herstellen van verwijderde bestanden

### Versie 7
Nieuw in ownCloud 7:
- Delen van mappen tussen ownCloud-servers
- Snelheidsverbeteringen
- Gebruikersinterfaceaanpassingen
- Betere beveiligingsmethodes
- Nieuwe zijbalk
- Verbeterde bestandsontdekking
- Voorvertoningen voor bestanden, in en uit te schakelen (Sinds 7.0.3)

## Publieke installaties
Iedereen die geen commerciële doeleinden heeft, kan ownCloud gratis op een server installeren en zo opslagruimte beschikbaar stellen voor anderen. Er zijn ook commerciële bedrijven die door middel van ownCloud opslagruimte aanbieden. Hoewel ownCloud in verschillende talen beschikbaar is, is de webinterface om een account te registreren op de server meestal maar in één taal beschikbaar.